# Hans von Auerswald

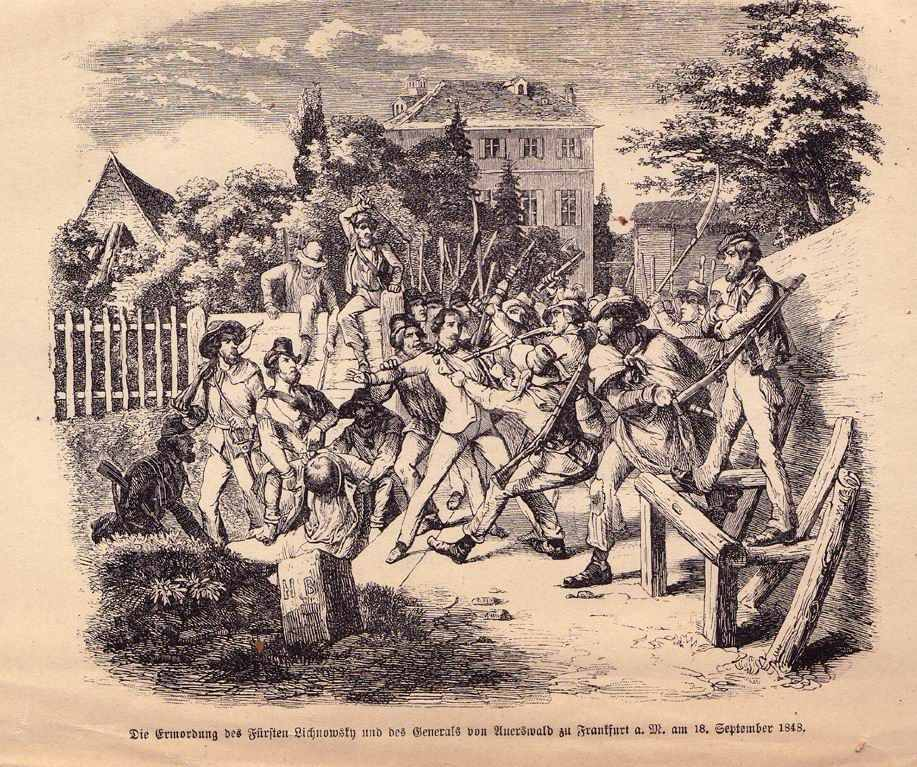
Mordet på furst Lichnowsky och von Auerswald.

Hans Adolf Erdmann von Auerswald, född den 19 oktober 1792 i Marienwerder, död den 18 september 1848 i Frankfurt am Main, var en preussisk generalmajor, bror till Rudolf och Alfred von Auerswald.
von Auerswald valdes till medlem av det tyska parlamentet i Frankfurt 1848 och framlade där ett förslag till organisation av en tysk nationalhär. Under ett försök att verka lugnande under det uppror, som utbröt i sistnämnda stad på hösten samma år, blev han (jämte furst Lichnowski) överfallen av en ursinnig folkhop och dödad. I politiskt avseende tillhörde han högra centern.